# Os Abelhudos (álbum)
Os Abelhudos é um álbum de estúdio do grupo de música infantojuvenil brasileiro homônimo. O lançamento ocorreu em 1985, e notável na discografia do grupo por ter sido o único com a formação composta por Tatiana, Rodrigo e Diego. Além disso, é o único disco a ser lançado pela gravadora Som Livre, posteriormente seus álbuns seriam todos lançados pela EMI.
Após o lançamento do disco, a integrante Tatiana deixou o grupo e em seu lugar entrou Renata Benévolo, que também cantava em coros. Foi com ela que o grupo teve canções de sucesso, tais como: “Dia de Paraíso” e “As Crianças e os Animais”.

## Contexto e produção
Os Abelhudos assinaram com a gravadora Som Livre após serem um dos classificados no Festival dos Festivais, da TV Globo, em 1985. O contrato surgiu após o diretor João Araújo e o gerente artístico, Max Pierre, mostrarem interesse no trio de cantores. Anteriormente, as três crianças já tinham experiência em gravações musicais, chegando a fazer parte do coro em discos de outros artistas, além de terem gravado seu primeiro compacto simples, intitulado "Filho Profissional", pela gravadora Polydor.
A produção do disco é de Renato Corrêa, ex-Golden Boys e pai de Rodrigo e Diego.

## Recepção crítica
Em relação a recepção da crítica especializada em música, Roberto Perez, do jornal Cidade de Santos, considerou que a produção e o repertório não se diferenciavam em nada aos das músicas infantis já produzidas no país, sobretudo com as canções de artistas como a cantora e apresentadora Xuxa e o grupo Trem da Alegria.

## Desempenho comercial
Comercialmente, obteve sucesso com o primeiro single, "O Dono da Terra", que conseguiu figurar entre as músicas mais tocadas em rádios de todo o Brasil. Como forma de divulgação o grupo chegou a se apresentar no programa Xou da Xuxa cantando a canção.

## Lista de faixas
Créditos adaptados do encarte do LP Os Abelhudos, de 1985.

### Lado A
| N.º | Título                                           | Compositor(es)                                     | Participação Especial | Duração |  |
| 1.  | "Indagações do Jovenzinho Adriano o Vegetariano" | Evandro Mesquita, Mariozinho Rocha                 | Os Melhores           | 3:43    |  |
| 2.  | "O que a Gente Vai Ser Quando Crescer"           | Paulo Henrique, Sergio Serra, Rodrigo Castro Neves | Os Melhores           | 4:14    |  |
| 3.  | "Mosquito"                                       | Miseria, Testi, Edgard Poças (versão)              | Os Melhores           | 3:23    |  |
| 4.  | "O sol, o Amor e o Sonho"                        | Jaime Além, Renato Corrêa                          |                       | 3:58    |  |
| 5.  | "Pegar o Céu"                                    | Fernando Adour                                     |                       | 3:06    |  |
| 6.  | "Amigo Invisível"                                | Michael Sullivan, Paulo Massadas                   |                       | 3:21    |  |

### Lado B
| N.º | Título              | Compositor(es)                    | Participação Especial | Duração |  |
| 1.  | "O Dono da Terra"   | R. Corrêa, Nair Cândia            |                       | 4:12    |  |
| 2.  | "Poeira do Céu"     | Torcuato, Cláudio Rabello         |                       | 3:05    |  |
| 3.  | "De Bem com a Vida" | Tadeu Mathias, Jaguar             |                       | 3:52    |  |
| 4.  | "Esperança Criança" | Eduardo Lages, Jorginho Ferreira  |                       | 3:31    |  |
| 5.  | "Paula e Bebeto"    | Milton Nascimento, Caetano Veloso |                       | 2:02    |  |